# Ho Chi Minh
Ho Chi Minh (även Hô Chi Minh; kinesiska: 胡志明, pinyin: Hu Zhiming; vietnamesiska Hồ Chí Minh, ursprungligt namn Nguyễn Sinh Cung, från tioårsåldern Nguyễn Tất Thành, kallas numera vanligen Bác Hồ, "Farbror Ho"), född 19 maj 1890 i Hoang Tru, Nghệ An, död 2 september 1969 i Hanoi, var en vietnamesisk statsman, kommunist, premiärminister 1954 och president i Nordvietnam 1954–1969.

## Biografi
Ho Chi Minh kom i kontakt med kommunismen under sin tid i England då han jobbade som lärling i ett kök/konditori under Georges Auguste Escoffier och i Frankrike mellan åren 1915–1923. År 1918 försökte Ho Chi Minh i Frankrike få till stånd ett frigörande av Vietnam från det franska kolonialstyret men misslyckades. År 1919 agiterade han för lika rättigheter i Indokina. Kort därefter var han med och bildade det kommunistiska partiet och tillbringade mycket tid i Moskva där han blev ansvarig för teoribildningen om kolonialkrig åt Komintern. Han flyttade senare till Hongkong, där han ledde bildandet av det Indokinesiska kommunistpartiet. Under den här tiden använde han sig av en mängd olika namn.
Han tog sig det sino-vietnamesiska namnet Ho Chi Minh, "Strävar-mot-upplysning Ho", samt återvände till Vietnam år 1941. Där deklarerade han landets oberoende från Frankrike. Han ledde Vietminhs självständighetsrörelse 1941, anförde militäraktionerna mot den japanska ockupationsmakten och senare även mot fransmännens försök att åter ockupera landet mellan åren 1946 och 1954, Indokinakriget. Under en tur i Sydkina arresterades han i augusti 1942 av Chiang Kai-sheks nationalister och sattes i fängelse i Guangxi till september 1943. Under sin kinesiska fängelsetid skrev han Dikter från fängelset (innehållande 133 dikter på kinesiska).
Ho skrev den 6 mars 1946 under en överenskommelse med Frankrike som erkände Vietnam som ett autonomt land i den Indokinesiska federationen och den Franska unionen. Han utropades som president den 21 mars 1946, men han blev inte internationellt erkänd. Ho blev erkänd som president i Demokratiska republiken Vietnam (Nordvietnam) 1954. Ho Chi Minh ledde Nordsidan i det nästan oavbrutna kriget mot fransmännen och senare USA (som stödde Sydvietnam) ända till sin död år 1969. 
Vietnams största stad, Saigon, döptes efter Sydvietnams sammanbrott om efter honom till Ho Chi Minh-staden.
Ho Chi Minhs mumifierade kvarlevor finns att beskåda i Ho Chi Minh-mausoleet i Hanoi. (Liksom Kinas Mao Zedong efter honom ställdes hans konserverade kropp ut mot hans uttryckliga vilja).